# Sol Kaplan
Pour les articles homonymes, voir Kaplan.
Solomon Kaplan, dit Sol Kaplan, est un compositeur et pianiste américain, né le 19 avril 1919 à Philadelphie (Pennsylvanie), mort le 14 novembre 1990 à New York (État de New York).

## Biographie
D'abord pianiste-concertiste, on lui doit ensuite la composition de musique de film de 1941 à 1979 et, pour la télévision, des musiques pour trois téléfilms et deux séries (dont plusieurs épisodes de Star Trek) entre 1967 et 1979.
Pour le théâtre à Broadway (New York), il est également l'auteur de quelques musiques de scène.
Dans les années 1950, avec la chasse aux sorcières, sa carrière au cinéma est ralentie, car il est victime du maccarthisme et présent sur la « liste noire » des studios hollywoodiens.
Sa dernière musique de film est pour Violences sur la ville, réalisé en 1979 par son fils, Jonathan Kaplan (1947-2025).

## Filmographie partielle

### Au cinéma
- 1942 : Six destins (Tales of Manhattan) de Julien Duvivier
- 1942 : Danse autour de la vie (We were dancing) de Robert Z. Leonard (non crédité)
- 1942 : Journey for Margaret de W. S. Van Dyke
- 1948 : Le Balafré (Hollow Triumph) de Steve Sekely
- 1949 : Le Traquenard (Trapped) de Richard Fleischer
- 1949 : Le Livre noir (Reign of Terror) d'Anthony Mann
- 1949 : La Brigade des stupéfiants (Port of New York), de László Benedek
- 1950 : La Bonne Combine (Mister 880) d'Edmund Goulding
- 1950 : Okinawa (Halls of Montezuma) de Lewis Milestone
- 1951 : L'Attaque de la malle-poste (Rawhide) de Henry Hathaway
- 1951 : L'Énigme du lac noir (The Secret of Convict Lake) de Michael Gordon
- 1951 : La Maison sur la colline (The House on Telegraph Hill) de Robert Wise
- 1952 : Bas les masques (Deadline-U.S.A.) de Richard Brooks (non crédité)
- 1952 : La Loi du fouet (Kangaroo) de Lewis Milestone
- 1952 : Le Gaucho (Way of a Gaucho) de Jacques Tourneur
- 1952 : Return of the Texan de Delmer Daves
- 1952 : Courrier diplomatique (Diplomatic Courier) de Henry Hathaway
- 1953 : Le Trésor du Guatemala (Treasure of the Golden Condor) de Delmer Daves
- 1953 : Titanic de Jean Negulesco
- 1953 : Destination Gobi (titre original) de Robert Wise
- 1953 : Niagara de Henry Hathaway
- 1954 : Le Sel de la terre (The Salt of the Earth) de Herbert J. Biberman
- 1955 : Les Sept Merveilles du monde (Seven Wonders of the World) de Tay Garnett et Paul Manty (musique coécrite avec Jerome Moross, David Raksin et Emil Newman)
- 1957 : Le Cambrioleur (The Burglar) de Paul Wendkos
- 1959 : Joyeux anniversaire (Happy Anniversary) de David Miller
- 1963 : Les Vainqueurs (The Victors) de Carl Foreman
- 1965 : L'Espion qui venait du froid (The Spy who came in from the Cold) de Martin Ritt
- 1966 : Judith de Daniel Mann
- 1972 : Vivre libre (Living Free) de Jack Couffer
- 1975 : Les Mensonges que mon père me contait (Lies My Father Told Me) de Ján Kadár
- 1979 : Violences sur la ville (Over the Edge) de Jonathan Kaplan

### À la télévision
- Série Star Trek (1966-1969) :
- Saison 1 :
  - épisode 5 : L'Imposteur (The Enemy Withing, 1966) de Leo Penn
- Saison 2 :
  - épisode 6, La Machine infernale (The Doomsday Machine, 1967) de Marc Daniels
  - épisode 12, Les Années noires (The Deadly Years, 1967) de Joseph Pevney
  - épisode 13, Obsession (titre original, 1967) d'Art Wallace
  - épisode 18, Amibe (The Immunity Syndrome, 1968) de Joseph Pevney
  - épisode 24, Unité multitronique (The Ultimate Computer, 1968) de John Meredyth Lucas
- Téléfilm Winchester 73 (1967) de Herschel Daugherty

## Musiques de scènes pour Broadway
- 1955 : Ce soir à Samarcande (Tonight in Samarkand) de Jacques Deval, adaptation de Lorenzo Semple Jr., avec Theodore Bikel, Louis Jourdan, Rosemary Prinz, Alexander Scourby
- 1955 : Once Upon a Tailor de Baruch Lumet et Henry Sherman
- 1956-1957 : Uncle Willie de Julie Berns et Irving Elman, mise en scène de Robert Douglas
- 1959 : Masquerade de Sigmund Miller, avec Donald Cook, Glenda Farrell
- 1960 : Dear Liar de (et mise en scène par) Jerome Kilty, costumes de Cecil Beaton, avec Brian Aherne, Katharine Cornell
- 1960 : Rape of the Belt de Benn W. Levy, avec Philip Bosco, Constance Cummings, John Emery, Peggy Wood
- 1961 : Midge Purvis de Mary Chase, mise en scène de Burgess Meredith, avec Tallulah Bankhead
- 1966 : Venus Is de Chester Erskine